# Oliver Oakes
Oliver Oakes (Norfolk, 11 gennaio 1988) è un ex pilota automobilistico britannico.
Dal 2015 al 2024 è stato Team Principal del team Hitech Grand Prix, mentre dall'agosto 2024 fino a maggio 2025 è stato Team Principal dell'Alpine.

## Carriera
Oliver Oakes è figlio di Billy Oakes, fondatore dell'ex teamFormula Renault e F3 britannica Eurotek Motorsport. Seguendo le orme del padre è entrato nel motorsport correndo in kart al età di quattro anni, è stato un due volte campione del  British Open e nel 2005 ha vinto il Campionato del Mondo Karting all'età di 17 anni. Grazie alle sue prestazioni in kart, nel 2006 entrò nel Red Bull Junior Team.
Dal 2006 passo alle corse in monoposto, esordendo nella Formula BMW UK. Nella sua prima stagione in monoposto riesce subito a vincere una gara e chiude sesto in classifica piloti. In quell'anno ottiene anche la nomina al McLaren Autosport BRDC Award, poi vinto da Oliver Turvey. Negli anni seguenti corre in diverse serie europee come la Formula 3 Euro Series e la F3 inglese senza ottenere grandi risultati e perde il sostegno dello Junior Team della Red Bull Racing. Nel 2010 arrivò a competere nella GP3 Series con il team ATECH CRS. Purtroppo Oakes non ottenne buoni risultati e a fine stagione decise di lasciare le corse.

## Carriera dopo le corse

### Team Oakes Racing
Lasciate le corse, Oliver Oakes inizia a lavorare per Tony Kart, uno dei team di spicco nel karting mondiale. Un anno dopo decide di fondare la sua scuderia di kart, la Oakes Racing. Il team ha gareggia nei più importatati eventi nel panorama mondiale, correndo nel WSK Series, nella serie tedesca DKM e nei campionati mondiali ed europei CIK-FIA. Diversi pilota hanno iniziato la carriera nel team di Oakes, come ad esempio, Callum Ilott, Marcus Armstrong, Clément Novalak e l'ex pilota di Formula 1, Nikita Mazepin.

### Hitech GP
Nel 2015, Oakes insieme a David Hayle hanno rilanciato il team Hitech Grand Prix, con l'ex pilota britannico che ha preso il ruolo di Team Principal. Il team partecipa a diverse serie propedeutiche come la F3 brasiliana e la F3 europea. Un anno dopo nel team entra come socio Dmitry Mazepin e la compagnia petrolifera russa, Uralkali diventa sponsor del team. Nel 2022 a causa della guerra russo-ucraina, passa sotto il controllo diretto Oliver Oakes, già team principal e azionista del team. In quel periodo il team ha spostato le sue forze nei campionato propedeutici della Formula 1, ovvero la Formula 2, la Formula 3 e la Formula 3 asiatica, in quest'ultima il team ottiene due titoli costruttori e due piloti con Raoul Hyman nel 2018 e con Ukyo Sasahara nel 2019.

### Alpine F1 Team
Nell'agosto del 2024 viene scelto dalla scuderia BWT Alpine F1 Team per sostituire l'uscente Bruno Famin nel ruolo di Team Principal. Oakes guiderà il team di Formula 1 per il resto della stagione 2024 e per la successiva. Rimane in carica fino a maggio 2025, quando poi rassegna le dimissioni dal team francese.